# نيلسون إي. ماثيوز
نيلسون إي. ماثيوز (بالإنجليزية: Nelson E. Matthews)‏ هو سياسي أمريكي، ولد في 14 أبريل 1852 في الولايات المتحدة، وتوفي بنفس المكان في 13 أكتوبر 1917. حزبياً، نشط في الحزب الجمهوري. انتخب عضو مجلس النواب الأمريكي.